# Landeleau
Landeleau é uma comuna francesa na região administrativa da Bretanha, no departamento Finisterra. Estende-se por uma área de 30,24 km². Em 2010 a comuna tinha 960 habitantes (densidade: 31,7 hab./km²).